# Hall d'entrée de la Maison-Blanche

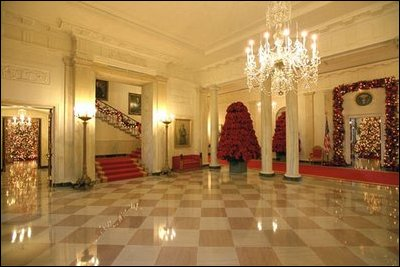
Vue du hall d'entrée depuis l'angle nord-ouest avec les décorations de Noël avec le grand escalier à gauche et le Cross Hall à droite.

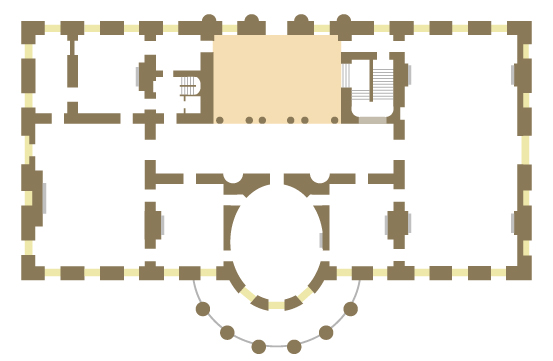
Plan du State Floor avec le hall d'entrée en beige.

Le hall d'entrée (Entrance Hall aussi appelé en anglais Grand Foyer) est l'entrée principale et officielle de la Maison-Blanche, résidence officielle du président des États-Unis, à Washington. 

## Histoire
L'aspect général du hall date de la rénovation de la Maison Blanche de 1902, avec en 1952 l'ouverture pour le grand escalier pratiqué sur le mur de refend ouest lors de la reconstruction Truman ; auparavant celui-ci, de forme différente, ouvrait sur le Cross Hall.
Depuis le XXe siècle, ce hall est utilisé pour les accueils officiels, les lignes de réception, de petits concerts ou pour la danse, l'acteur John Travolta y dansa ainsi avec la princesse Diana lors d'une réception en l'honneur du prince et de la princesse de Galles en 1985. Jusqu'à la construction de l'aile Ouest en 1902, il constituait également l'entrée des visiteurs venant voir le président dans son bureau qui se trouvait alors à l'étage.

## Architecture et mobilier
Grande pièce rectangulaire, elle mesure approximativement 9,5 m sur 13,5 m et est située au State Floor (l'étage d'État qui correspond au rez-de-chaussée du côté nord, et au premier étage côté sud). Le hall ouvre à l'extérieur sur le portique Nord, qui fait face à la Pennsylvania Avenue. Le côté sud du hall ouvre sur le Cross Hall dont il est séparé par une série de colonnes doriques. Sur le mur Est, s'ouvre le grand escalier menant au second étage. Le sol est composé de carreaux de marbre rose et blanc. 
Comme le Cross Hall et le Grand Escalier, ses murs accueillent des portraits d'anciens présidents des États-Unis du XXe siècle. Sous la présidence de George W. Bush s'y trouvaient les portraits de John Kennedy, de George H. W. Bush et de Bill Clinton (le portrait officiel du dernier président n'étant terminé en général qu'après le départ de celui-ci de la présidence), le portrait de Kennedy passant dans le Cross Hall voisin. Au début de la présidence d'Obama les portraits étaient inchangés. Le hall d'entrée abrite habituellement un grand piano à queue spécialement construit pour la Maison Blanche et offert par la société Steinway en 1978. Ce piano possède des pieds en forme d'aigle doré et une décoration représentant les danses et musiques américaines. La console de Monroe, le seul meuble encore présent à la Maison Blanche de la suite mobilière de la Blue Room de 1817, sous la présidence de James Monroe, se trouve aussi dans le hall.

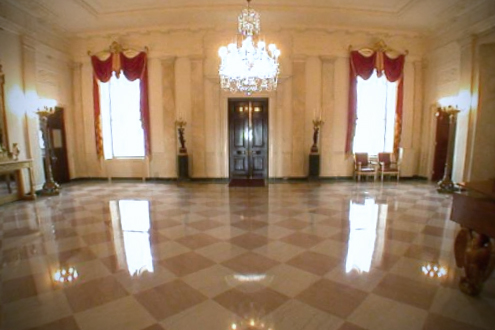
Hall d'entrée vue depuis le Cross Hall vers le nord avec la porte donnant sur le Portique Nord.
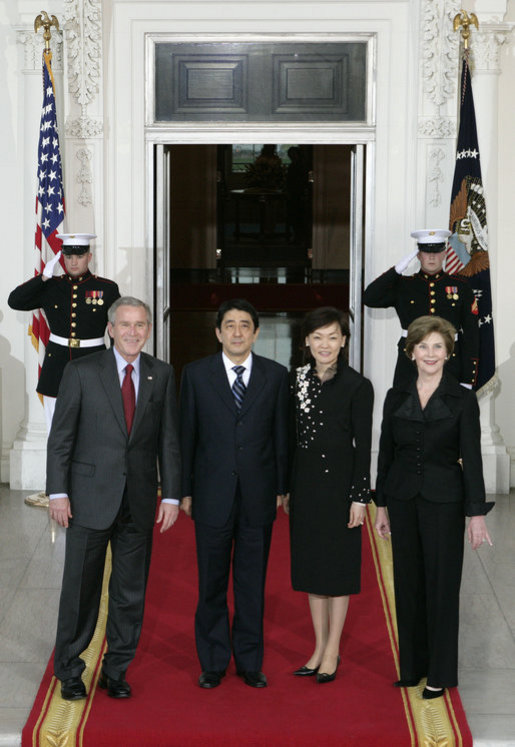
Laura et George Bush accueillant le Premier ministre japonais Shinzō Abe et son épouse devant l'entrée du hall, sous le portique Nord.
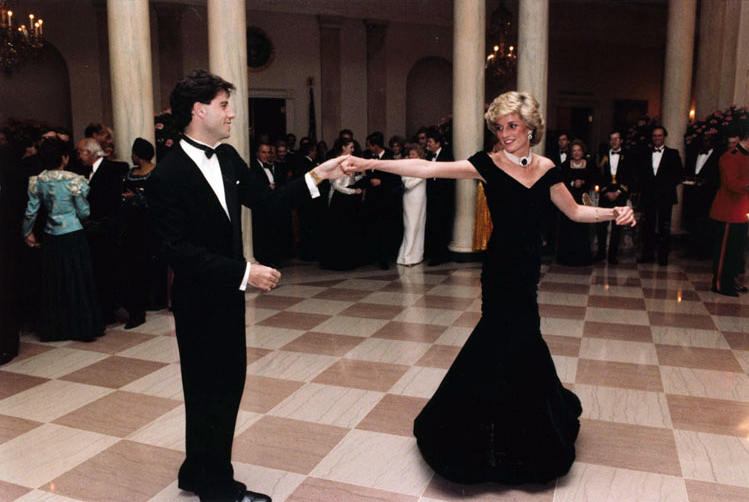
John Travolta et la princesse Diana dansant dans le Cross Hall.
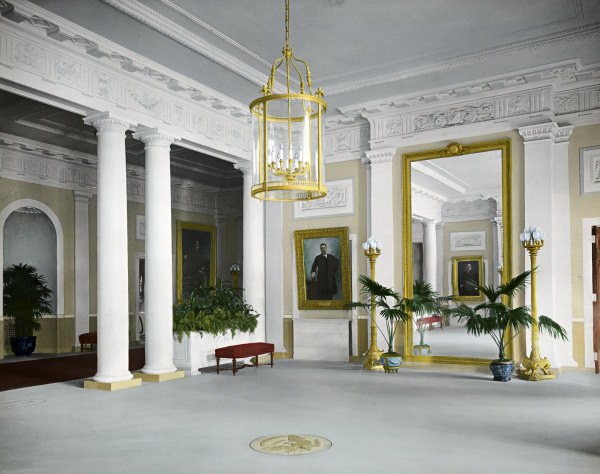
Le hall d'entrée en 1904.